# CS Marítimo (La Guaira)
Club Sport Marítimo de La Guaira – wenezuelski klub piłkarski z siedzibą w mieście Caracas.

## Osiągnięcia
- Mistrz Wenezueli (4): 1987, 1988, 1990, 1993
- Wicemistrz Wenezueli: 1991
- Puchar Wenezueli (2): 1987, 1989
- Udział w Copa Libertadores (5): 1988, 1989, 1991, 1992, 1994

## Historia
Klub założony został w 1959 roku, a w pierwszej lidze zadebiutował w 1986 roku. Debiut był znakomity i Marítimo zajął wysokie trzecie miejsce. W wyniku reformy na przełomie 1986 i 1987 roku rozegrano pierwszy sezon systemem wiosna jesień. Marítimo sięgnął po pierwszy w swej historii tytuł mistrza Wenezueli, a w następnym sezonie sukces ten powtórzył. Potem fantastyczna passa trwała dalej - trzecie miejsce w 1989 roku, w 1990 roku mistrzostwo, w 1991 roku wicemistrzostwo, w 1992 roku trzecie miejsce, a 1993 czwarte już mistrzostwo. W 1994 roku klub zajął 8. miejsce, które było najgorsze w historii występów Marítimo w pierwszej lidze. Jednocześnie była to zapowiedź upadku  - następny sezon 1994/1995 jak dotąd był ostatnim sezonem klubu w najwyższej lidze wenezuelskiej.